# Petr Hořava (lední hokejista)
Petr Hořava (* 22. červenec 1983, Československo) je český hokejista. Hraje na postu obránce. Naposledy nastupoval v sezóně 2019/20 za prvoligovou Slavii. Jeho bratr Miloslav je hokejový útočník, jejich otec je bývalý československý a český hokejový reprezentant a trenér Miloslav Hořava.

## Hráčská kariéra
- 1999–2000 HC Velvana Kladno (E) – dor.
- 2000–2001 HC Vagnerplast Kladno (E) – dor.
- 2001–2002 HC Vagnerplast Kladno (E) – dor., HC Vagnerplast Kladno (E) – jun.
- 2002–2003 HC Vagnerplast Kladno (E) – jun.
- 2003–2004 HC Rabat Kladno (E), HC Rabat Kladno (E) – jun.
- 2004–2005 HC Rabat Kladno (E), HC Medvědi Beroun 1933 (1. liga), HC Rabat Kladno (E) – jun.
- 2005–2006 HC Rabat Kladno (E), HC Rabat Kladno (E) – jun., KLH Chomutov (1. liga), HC Slovan Ústí nad Labem (1. liga)
- 2006–2007 HC Slovan Ústí nad Labem (1. liga)
- 2007–2008 HC Slovan Ústí nad Labem (E)
- 2008–2009 HC GEUS OKNA Kladno (E), HC Medvědi Beroun 1933 (1. liga)
- 2009–2010 Orli Znojmo (1. liga)
- 2010–2011 HC Oceláři Třinec (E), HC Slovan Ústí nad Labem (1. liga)
- 2011–2012 HC Oceláři Třinec (E), HC Slovan Ústí nad Labem (1. liga)
- 2012–2013 Rytíři Kladno (E)
- 2013–2014 Rytíři Kladno (E)
- 2014–2015 Milton Keynes Lightning (Anglie)
- 2015–2016 MsHK DOXXbet Žilina (Slovensko), HC Zubr Přerov (1. liga)
- 2016–2017 Rytíři Kladno (1. liga)
- 2017–2018 Rytíři Kladno (1. liga)
- 2018–2019 Rytíři Kladno (1. liga)
- 2019–2020 HC Slavia Praha (1. liga)